# Trypanaresta scutellatus
Trypanaresta scutellatus es una especie de insecto del género Trypanaresta de la familia Tephritidae del orden Diptera.

## Historia
Seguy la describió científicamente por primera vez en el año 1933.